# Fc-рецептор
Fc-рецептор — белок, расположенный на поверхности нескольких видов клеток иммунной системы (естественных киллеров, макрофагов, нейтрофилов и тучных клеток) и принимающий участие в её защитных реакциях.
Название рецептора указывает на его специфичное распознавание и связывание с фрагментом молекулы антитела, называемым Fc. Fc-рецептор связывается с антителами, которые прикрепляются к поверхности инфицированных клеток или патогенам. После связывания с антителами рецепторы активируют фагоцитирующую или цитотоксическую активность клеток для уничтожения микробов или инфицированных клеток путём антителозависимого фагоцитоза или антителозависимой клеточноопосредованной цитотоксичности. Некоторые вирусы (например, представители семейства Flaviviridae) используют Fc-рецепторы при инфицировании клеток путём антителозависимого усиления инфекции.